# Dietkori Dinikourou
Dietkori Dinikourou (auch: Jet Kori Déni Koura 1) ist ein Dorf in der Landgemeinde Guidiguir in Niger.

## Geographie
Das von einem traditionellen Ortsvorsteher (chef traditionnel) geleitete Dorf befindet sich rund 15 Kilometer nordwestlich des Hauptorts Guidiguir der gleichnamigen Landgemeinde, die zum Departement Gouré in der Region Zinder gehört. Zu den Siedlungen in der näheren Umgebung von Dietkori Dinikourou zählen Wargalé im Norden und Gadori im Osten.
Dietkori Dinikourou liegt in der Landschaft Mounio. Diese ist in der Gegend um das Dorf von großen Transversaldünen geprägt. Es herrscht das Klima der Sahelzone vor, mit einer durchschnittlichen jährlichen Niederschlagsmenge zwischen 300 und 400 mm.

## Bevölkerung
Bei der Volkszählung 2012 hatte Dietkori Dinikourou 361 Einwohner, die in 78 Haushalten lebten. Bei der Volkszählung 2001 betrug die Einwohnerzahl 98 in 19 Haushalten und bei der Volkszählung 1988 belief sich die Einwohnerzahl auf 243 in 60 Haushalten.
Dietkori Dinikourou ist ein Zentrum der kleinen ethnischen Gruppe der Dietko. Die Bevölkerungsdichte in diesem Gebiet ist mit über 100 Einwohnern je Quadratkilometer hoch.

## Wirtschaft und Infrastruktur
Das Gebiet der Ebenen im Süden der Region Zinder, in dem die Siedlung liegt, ist von einer anhaltenden Degradation der ackerbaulichen Flächen gekennzeichnet, die mit der hohen Bevölkerungsdichte in Zusammenhang steht.